# Valleruela de Sepúlveda
Valleruela de Sepúlveda er en by og kommune i det centrale Spanien i provinsen Segovia. Den har et indbyggertal på 52 (2024) indbyggere.